# Pedro Velho
Pedro Velho este un oraș în Rio Grande do Norte (RN), Brazilia.